# Lineaire IgA-dermatose
Lineaire IgA-dermatose (LAD) is een zeldzame auto-immuunhuidaandoening bestaande uit (meestal roodkleurige, ovaalvormige) vlekken (plaques) met opstaande randen die vaak bestaan uit blaasjes gevuld met vocht (een reeks met blaasjes noemt men ook wel een string of pearls). Deze rode vlekken en de blaasjes kunnen in elkaar overlopen en samenvoegen tot een grotere vlek of een grotere blaar. Soms is een blaasje gevuld met zowel vocht als bloed, en soms zijn ook de slijmvliezen aangedaan door de aandoening.
Lineaire IgA-dermatose ontstaat meestal abrupt. De huidaandoening gaat meestal gepaard met heftige jeuk of een branderig gevoel. Krabben maakt de klachten vaak erger en bevordert het ontstaan van wondjes.

## Oorzaak

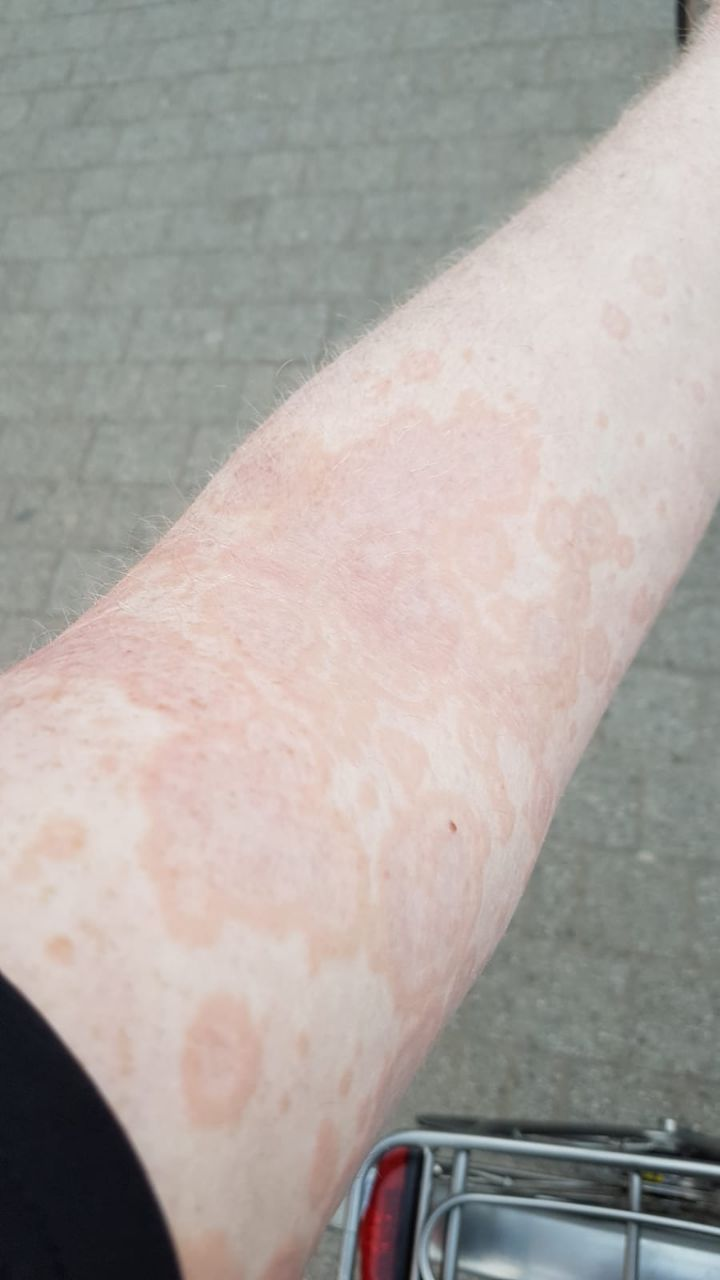
Foto van het huidbeeld op een linkerarm, zojuist en abrupt ontstaan (in beginstadium); reeds veel overlappende plaques

De huidaandoening ontstaat als gevolg van een ontstekingsreactie door de lineaire afzetting van immunoglobuline A onder de opperhuid. Soms is een auto-immuunziekte de oorzaak (bijvoorbeeld systemische lupus erythematodes) en in een enkel geval een vorm van kanker (zoals multipel myeloom of een lymfoom). Ook bepaalde medicijnen kunnen de huidaandoening uitlokken, bijvoorbeeld vancomycine of co-trimoxazol. Bij kinderen is de oorzaak meestal niet te achterhalen.

## Diagnose
De diagnose bestaat meestal uit het wegnemen van een stukje huidweefsel (een biopt) dat vervolgens wordt bekeken onder een microscoop. Het huidbeeld kan makkelijk worden verward met het beeld van een andere aandoening, zoals dermatitis herpetiformis.
Bij volwassenen is het raadzaam om te onderzoeken of er sprake is van een auto-immuunziekte, seksueel overdraagbare aandoening of maligniteit.

## Behandeling
Behandeling bestaat meestal uit wondverzorging, het koelen van de huid en het voorkomen dat blaren sneuvelen (om infecties en littekens te voorkomen). Antihistaminica en corticosteroïden doen in de meeste gevallen onvoldoende. De huid insmeren met een vetzalf met mometasonfuroaat kan helpen om de klachten tijdelijk te verlichten en het ontstekingsproces te remmen. Dapson wordt vaak gebruikt om de huidaandoening te onderdrukken.

## Prognose
Bij kinderen gaat de huidaandoening meestal vanzelf over. In andere gevallen is de prognose afhankelijk van de oorzaak en behandeling van deze oorzaak. Indien een medicijn de oorzaak blijkt, dient het gebruik van dat medicijn te worden gestaakt.